# Рейк (покер)
Рейк (англ. Rake) — це плата за гру в покер, яку бере організатор (покерна кімната) з кожної здачі за ігровим столом.
Зазвичай це близько 5 %, але не більше 3$ з кожного банку. Рейк — основне джерело прибутків покер-руму. Ця сума здається незначною в порівнянні з загальними сумами ставок, однак протягом гри вона складається в більшу суму. Наприклад, граючи по парі годин у день, на одному столі, в ліміт холдем на ліміті 2/4, втрати складуть 250$ за місяць. Тому всі покер-руми зацікавлені не у виграші або програші клієнтів, а в якомога більшій їх кількості.
Гравцеві нескладно уникнути ситуації, коли з нього стягується певна сума, оформивши рейкбек і повернувши на цьому близько 70 % всіх сплат, відданих на користь покер-руму.

## Рейкбек
Це своєрідний бонус від покер-румів своїм звичайним гравцям. Завдяки цьому, їм пропонується продовжувати гру на відповідному покерному сайті. Рейкбек — це повернення рейку. Тобто покер-руми повертають гравцям певний відсоток передоплачених рейків. Вони жертвують частиною своєї комісії, щоб заохотити гравців продовжувати робити ставки у них.
Рейкбек можна розділити на два основних типи:
- Діловий рейк — розподіляється між усіма учасниками, яким роздавали карти в кожній руці. Тобто, не має значення, вкладають гравці фішки в горщик чи ні.
- Внесений рейк — рейкбек розподіляється пропорційно між учасниками, які інвестували в банк, залежно від суми грошей, на яку вони поставили.

## Пропозиції рейкбеку
Більшість сайтів пропонують своїм гравцям рейкбек-пропозиції. Зазвичай вони обіцяють від 25 % до 30 % прибутку. Доступні гравцям онлайн-покер-руми надають віртуальні калькулятори рейкбеку. З їх допомогою можна розрахувати щомісячний рейкбек, який вони отримають. Рейкбек залежить головним чином від того, який місячний рейк досягається гравцями. Дані для введення: середня тривалість гри на тиждень, бажані ігри та ліміти, відсоток обіцяного рейкбеку. Таким чином, гравці можуть дізнатися, скільки рейкебеку вони будуть отримувати на місяць.

## Пропозиції кешбеку
Після запровадження рейкбеку в покер-румах в інтернеті з'явилася схожа пропозиція, відома як кешбек. І він, і рейкбек засновані на рейку. Рейкбек — це фіксований відсоток (25-30 %) натомість кешбек пов'язаний з кількістю очок, зібраних за кількість розіграних рук в іграх. Це, своєю чергою, безпосередньо залежить від рейку. Завдяки поверненню грошей через суму зароблених рейкових очок, гравці можуть скористатися знижками в інтернет-магазинах покеру та придбати дешевше книги про покер, платні статті про покер тощо. На додаток до цієї функції, гравці можуть продовжувати збирати очки, щоб отримати кращі коефіцієнти повернення грошей. Чим більше балів ви наберете, тим вищі шанси на повернення грошей. Таким чином, гравці заробляють значно більше грошей, ніж за допомогою рейкбек-пропозицій, які мають фіксовану норму прибутку.

## Рівні кешбеку

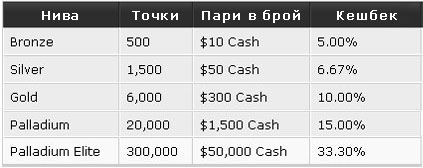
Приклади кешбеку, залежно від набраних очків у покер-румі

Пропозиції кешбеку — це, як правило, VIP-програми різних закладів. Вони вимагають покрити певну кількість балів, щоб досягти бажаного рівня VIP та відповідних йому бонусів. У наведеній таблиці є зразки VIP-рівнів, а також бали, необхідні для них.